# Lise Cristiani

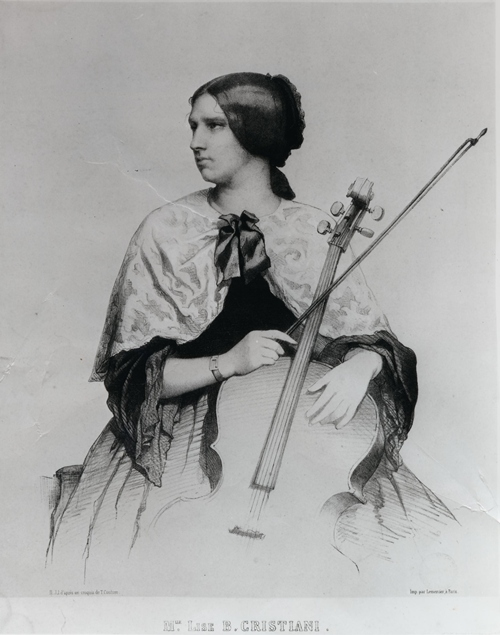
Lise Cristiani, Lithographie von H. J. J., nach Thomas Couture, ca. 1860 (https://www.sophie-drinker-institut.de/cristiani-lise)

Lise Cristiani, auch Lisa Cristiani, Lisa Christiani, eigentlich Lise Chrétien (* 4. Dezember 1825 in Paris; † 24. Oktober 1853 in Nowotscherkassk, Russland) zählte zu den ersten Cellistinnen der Musikgeschichte sowie zu den bekanntesten Spielern des Instruments im 19. Jahrhundert.

## Leben
Lise Cristiani wurde als uneheliches Kind geboren, ihr Vater ist unbekannt. Ihre Mutter Lisberthe Barbier heiratete am 18. Januar 1827 Etienne Paul Chrétien, einen Freund der Familie. In der Heiratsurkunde wird eine Tochter erwähnt, die an einem 24. Dezember geboren sei. Ob der deutlich ältere Chrétien der leibliche Vater ist, ist nicht bekannt, möglicherweise handelte es sich bei der Heirat um ein Arrangement. Lise wuchs im Haus ihrer Großeltern auf, des Kunstmalers Nicolas Alexandre Barbier (1789–1864), der ihr musikalisches Talent erkannte und förderte, und dessen Frau, der Schauspielerin Agathe-Marie Richard.
Ihren ersten Unterricht in Tonsatz, Gesang und Klavier erhielt Lise Cristiani bei Auguste Wolff (1821–1887), einem französischen Pianisten und Klavierfabrikanten, der später Dozent am Pariser Konservatorium wurde. Zur Cellistin wurde sie bei Bernard Bénazet (1781–1846), einem Schüler von Bernhard Romberg, ausgebildet.
Ab 1844 trat sie unter ihrem italienisierten Namen „Lise Cristiani“ auf und gab Konzerte, sowohl in solistischer als auch kammermusikalischer Besetzung, in Paris, Rouen und Brüssel. Ihr „Repertoire bestand aus Bearbeitungen beliebter Melodien (Schubert, Donizetti, Ernst), Fantasien über Opernthemen (Batta) und wenigen Originalkompositionen (Offenbach, Franchomme). Ergänzt wurde es durch Kammermusik (Hummel, Rossini, Beethoven, Mayseder), die sie mit ortsansässigen Musikern aufführte.“ Ab 1845 unternahm sie eine Konzertreise nach Wien, Linz, Passau, Regensburg, Nürnberg und Baden-Baden. Anschließend spielte sie im Leipziger Gewandhaus und wurde hier u. a. von Felix Mendelssohn Bartholdy begleitet, der ihr seine Romance sans paroles in D-Dur für Violoncello und Klavier (op. 109, MWV Q 34) sowie ein Andante pastorale in C-Dur für Klavier (MWV U 193) widmete. Außerdem reiste Lise Cristiani weiter u. a. nach Berlin, Stettin, Dresden, Magdeburg sowie 1846 nochmals nach Berlin, Freiberg, Braunschweig, Hannover und Hamburg. Es folgten weitere Konzertreisen nach Dänemark und Schweden, nochmals nach Deutschland sowie 1847 u. a. nach Petersburg, Moskau und Sibirien. Über Moskau (1850) reiste sie weiter in die Ukraine (1852), bis sie Ende September 1853 Nowotscherkassk erreichte, wo sie an der Cholera erkrankte und wenige Tage später starb. Sie wurde nur 27 Jahre alt.

## Wirken
Cristiani war die erste professionelle Cellistin, die eine öffentliche Karriere wagte – zu einer Zeit, als das Cellospiel wegen der Haltung des Instruments zwischen den Knien und des Klangs, der die Regionen einer Bassstimme erreichte, für Frauen als unschicklich galt.
Sie gehörte neben Anna Kull, Hélène de Katow (um 1830 – nach 1876) und Róza Szuk (1844–1921) zu einer Gruppe von Musikerinnen, die neue Kompositionen und Bearbeitungen entscheidend prägten; insbesondere die Ausweitung des Repertoires um Genrestücke, Fantasien und Bearbeitungen populärer Opernthemen zeigte, wie vielfältig das Cello in dieser Zeit eingesetzt werden konnte.
Obwohl bereits bekannt war, dass Cristiani weite Reisen unternahm, verdeutlicht ihre Konzertpraxis das Ausmaß, in dem sie und andere Cellistinnen ihrer Generation europaweit neue Musik zugänglich machten; dabei war nicht nur die Begeisterung des Publikums groß; auch etablierte Komponisten bemerkten ihre Kunst und unterstützten sie aktiv.
Schon zu Lebzeiten wurde ihre unkonventionelle Art, in auffälligen Kleidern aufzutreten und ohne Scheu mit einem sperrigen Cellokasten zu reisen, in Musikerkreisen wie beim Publikum aufmerksam verfolgt. Obwohl sie jung starb, hinterließ sie wichtige Impulse für das Cellospiel und trug dazu bei, dass sich ab der Mitte des 19. Jahrhunderts viele weitere Komponisten – darunter einige Frauen – dem Violoncello zuwandten. Ihr eigenes, 1700 von Antonio Stradivari erbautes Instrument, galt lange als Symbol für ihren Mut und ihre künstlerische Strahlkraft. Es befindet sich heute als Teil der Fondazione Walter Stauffer im Museo del Violino, Cremona.

## Filme
- Mit dem Cello ans Ende der Welt. Sol Gabetta auf den Spuren von Lise Cristiani. Dokumentation von Simone Jung, Deutschland 2024, Produktion: Hessischer Rundfunk und arte; abrufbar in der arte-Mediathek.